# 昭和トラベラーズクラブ
株式会社昭和トラベラーズクラブ（しょうわトラベラーズクラブ）は、かつて佐賀県唐津市に本社を置いていた近畿日本ツーリストグループの旅行会社である。

## 概要
1982年12月、昭和自動車から分離独立し、昭和バス旅行社として設立。佐賀県と福岡県の北部九州地域における販売網を持ち、個人や企業のほか、昭和自動車グループ約30社、従業員約6,000人における出張や研修旅行、旅行商品などの営業展開を行っている。
2005年12月に近畿日本ツーリストの子会社となった。
2017年8月31日に解散し、同年12月22日に清算結了。

## 沿革
- 1982年（昭和57年）12月21日 - 株式会社昭和バス旅行社として設立。
- 1989年（平成元年）4月 - 株式会社昭和トラベラーズクラブに商号変更。
- 2005年（平成17年）12月22日 - 近畿日本ツーリストの子会社となる。
- 2017年（平成29年） - 8月31日解散、同年12月22日清算結了。

## かつての支店
- 唐津支店 ： 唐津市南城内2-21
- 伊万里支店： 伊万里市新天町字浜の浦554-5 伊万里駅東駅ビル1階
- 福岡支店 ： 糸島市前原北1-1-1 前原商工会館1階